# Catherine Martin
Catherine Martin (ur. 26 stycznia 1965 w Sydney) – australijska scenograf, kostiumograf i producent filmowy.
Otrzymała cztery Oscary; dwa za film Moulin Rouge! (2001) i dwa za Wielkiego Gatsby’ego (2013).

## Filmografia
kostiumy
- 1992: Roztańczony buntownik
- 2001: Moulin Rouge!
- 2008: Australia
- 2013: Wielki Gatsby

scenograf
- 1992: Roztańczony buntownik
- 2001: Moulin Rouge!
- 2008: Australia
- 2013: Wielki Gatsby

producent
- 1996: Romeo i Julia
- 2008: Australia
- 2013: Wielki Gatsby